# Ларсон (співак)
Ларсон (англ. Larson, справжнє ім'я Сергій Ларкін, нар. 3 жовтня 1977, Потсдам, Німеччина — пом. 26 вересня 2015) — український діяч шоубізнесу, співак і волонтер.

## Біографічні відомості
Народився в місті Потсдам (Німеччина); у дворічному віці переїхав до Києва, де він жив і працював до загибелі. Батько Сергія — військовий, мати — стюардеса; він мав двох молодших братів. Отримав першу освіту — юридично-економічну, другу — ресторанну[неавторитетне джерело].
У листопаді 2011 року одружився з Іриною Блохіною, дочкою Олега Блохіна та Ірини Дерюгіної. У вересні 2012 року подружжя офіційно розлучилося. У 2013 році одружився з 21-річною Мариною. Є син Іван, який народився після його смерті.

### Кар'єра
У ході своєї діяльності у ресторанному бізнесі, Сергій Ларкін розпочав кар'єру у шоубізнесі в команді чоловічого балету «Guys From Heaven». Адміністратором та фінансовим директором чоловічого еротичного балету став голова приватного івент-агентства «Art Consulting» Сергій Ларкін. Останній одночасно був артистом балету, його художнім керівником, більш відомим під артистичним іменем Ліон. Про його стосунки з гей-спільнотою із шоубізнесу журналістка Ірина Єпифанова пише наступне: «Запитую в Ліона, чи не докучають хлопцям геї. А він, посміхаючись, пояснює, що „трохи не такі“ можуть прислати пляшку доброго шампанського або ж розсипатися дрібним бісером у компліментах. Та грубощів собі ніхто не дозволяє. До того ж Кость Гнатенко, ведучий усіх шоу-програм цього балету, у властивій йому іронічній манері завжди знаходить можливість делікатно згладити гострі кути. Навіть дарує на прощання недбалому залицяльникові календарик чи плакат із зображенням танцюристів»..

Могила Сергія Ларкіна, Лісове кладовище

Кліп для цього балету був однією із перших серйозних робіт тоді ще студента-випускника Алана Бадоєва. Надалі Сергій розпочав кар'єру виконавця у жанрі репу під псевдонімом Ларсон. В жовтні 2007 року вийшов його дебютний альбом рос. «Ларсон — это я»; на пісню рос. «От чистого сердца» з цього альбому був знятий перший кліп (режисер Ю. Морозов). У 2010 році вийшов другий альбом — рос. «Не такой, как все».
Під час російської збройної агресії проти України займався волонтерською діяльністю і всіляко допомагав українській армії. Учасник АТО у місті Краматорськ
17 вересня 2015 року Сергій Ларкін потрапив на своєму мотоциклі «Кавасакі Ніндзя» у ДТП, яка сталася в Солом'янському районі Києва на перехресті вул. Липківського і Кудряшова близько 16:00. Водійка «Cadillac Escalade» Скляренко Ірина 16.09.1974 року народження не вийшла з автомобіля і не надала йому першої допомоги, втекла з України та знаходиться у розшуку в Україні та Інтерполі.
26 вересня 2015 року музикант помер у лікарні. Похований на Лісовому кладовищі Києва.

## Конфлікти
У квітні 2012 року за фактом побиття Сергієм Ларкіном пішохода на одній із центральних вулиць міста Києва було порушено кримінальну справу.
Раніше від самого Сергія Ларкіна лунали заяви про те, що він б'є осіб, які йому заважають на дорозі:
|  | Я часто на дорозі б'ю обличчя людям. Так хочу навчити людей, як треба їздити за кермом. Бо мене дратує, коли хтось їде в третьому ряді, крайній лівій, на маленькій швидкості... |

## Дискографія
- рос. «Ларсон — это я» (2007)
- рос. «Не такой, как все» (2010)

## Кліпи
- рос. «От чистого сердца»
- рос. «День грядущий» (у співробітництві з В. Гришком)
- рос. «ЭСКИМО»